# Бхандари, Ромеш
Ромеш Бхандари (англ. Romesh Bhandari; 29 марта 1928, Лахор — 7 сентября 2013, Нью-Дели) — индийский политик, губернатор Трипуры (1993—1995), губернатор Гоа (1995—1996), губернатор Уттар-Прадеш (1996—1998).

## Биография
Ромеш Бхандари родился в Лахоре, в семье члена Высокого суда Пенджаба Амара Натха Бхандари, который судил убийцу Ганди.
В 1950 году Бхандари поступил на дипломатическую службу и был назначен вице-консулом консульства в Нью-Йорке. В 1970—1971 году он был советником посольства Индии в Москве. В 1971—1974 годах Бхандари был послом в Таиланде и постоянным представителем в ЭСКАТО, а в 1974—1976 годах — послом в Ираке. Затем он вернулся в МИД, где с февраля 1977 по июль 1979 года занимал должность дополнительного секретаря. 1 августа 1979 года Бхандари был назначен секретарём, а 1 февраля 1985 года — главой индийского дипломатического секретариата. Эту должность он занимал до 31 марта 1986 года.
В 1984 году Бхандари провёл успешные переговоры с боевиками, захватившими самолёт Indian Airlines Aircraft, и сумел вернуть их из Дубая.
С 4 августа 1988 года по декабрь 1989 года Бхандари был вице-губернатором Дели, а с декабря 1989 до 24 февраля 1990 года — вице-губернатором Андаманских и Никобарских островов. С 15 августа 1993 года по 15 июня 1995 года он был губернатором Трипура, с 16 июня 1995 по 18 июля 1996 года — губернатором Гоа, а с 19 июля 1996 года по 17 марта 1998 года — губернатором Уттар-Прадеша.
Бхандари умер в ночь на 7 сентября 2013 года после продолжительной болезни.